# David Vlugh

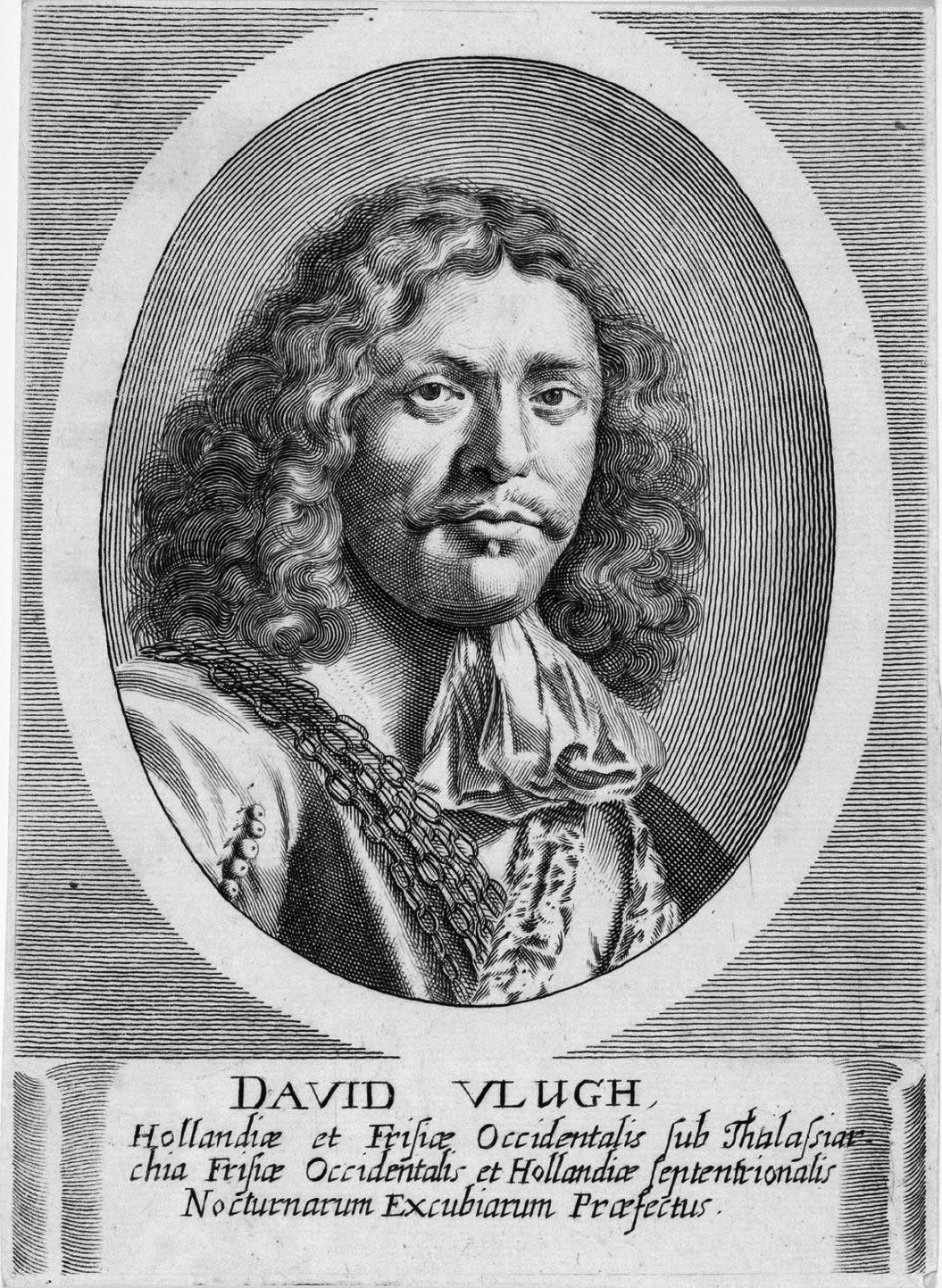
David Vlugh

David Vlugh

David Vlugh (vermoedelijk Enkhuizen - bij de Eerste Slag bij het Schooneveld, 7 juni 1673) was een Nederlandse schout-bij-nacht uit de 17e eeuw.
In 1639, tijdens de Slag bij Duins, werd hij benoemd tot luitenant ter zee bij de Admiraliteit van het Noorderkwartier. Daarna maakte hij in de jaren 1640, 1641 en 1642 deel uit van de jaarlijkse blokkadevloot van luitenant-admiraal Maarten Tromp voor de rede van Duinkerke tegen de Duinkerker kapers. In die tijd werd de vloot steeds sterker verwaarloosd en Vlugh ging zijn heil zoeken bij de koopvaardij die ook veel beter betaalde. Hij schijnt niet te hebben meegedaan aan de Eerste Engels-Nederlandse Oorlog; deelneming was ook niet verplicht: er was geen dienstplicht en de wet verbood het ronselen. 
In 1658 gaat Vlugh toch weer indirect voor de marine werken want hij doet mee als schipper van een transportschip aan de Slag in de Sont tegen de Zweden; in 1659 werkt hij als zodanig onder viceadmiraal Michiel de Ruyter mee aan de bevrijding van de Deense eilanden, samen met Frederick Stachouwer, Willem Joseph van Ghent en Volckert Schram wiens schoonzoon hij was. 
In 1665 lijdt de Republiek in het begin van de Tweede Engels-Nederlandse Oorlog een zware nederlaag in de Slag bij Lowestoft. Er zijn nu veel carrièremogelijkheden; Vlugh wordt aangesteld als kapitein van de nieuwe Wapen van Nassau. Hiermee vecht hij in de Vierdaagse Zeeslag. Als De Ruyter in de Tweedaagse Zeeslag hopeloos in de val lijkt te zitten, behoort Vlugh tot het groepje kapiteins dat stug de Britten blijft afslaan totdat de vloot zich over de Vlaamse ondiepten in veiligheid weet te brengen. Hij wordt daarvoor op 24 augustus 1666 bevorderd tot schout-bij-nacht als opvolger van de in die slag gesneuvelde Govert 't Hoen, nog steeds bij het Noorderkwartier. Tijdens de Tocht naar Chatham in 1667 heeft hij op zijn vlaggenschip het Wapen van Utrecht (72 kanonnen) het bevel over de zwaardere schepen in het eskader van Van Ghent. Dit smaldeel moet de Engelse batterijen in de forten bestoken. Voor zijn aandeel krijgt hij van de Staten-Generaal een gouden ereketen.
Tijdens de Derde Engels-Nederlandse Oorlog deed hij in 1672 met als vlaggenschip de Wapen van Enkhuizen mee aan de Slag bij Solebay. In 1673 sneuvelde hij in de Eerste Slag bij het Schooneveld, als commandant van een smaldeel van het derde eskader. Hij ligt begraven in de Westerkerk van Enkhuizen, net als zijn in dezelfde slag gesneuvelde schoonvader Volckert Schram en schout-bij-nacht Frederick Stachouwer.